# Saison 1 de Beauty and the Beast
Chronologie
Saison 2
Cet article présente les vingt-deux épisodes de la première saison de la série télévisée américaine Beauty and the Beast.

## Synopsis
Quand le détective Catherine Chandler était adolescente, elle a été témoin de l'assassinat de sa mère par deux hommes armés. Catherine aurait pu être tuée aussi, mais une mystérieuse bête l'a sauvée. Personne ne la jamais crue, mais elle sait que ce n'était pas un être humain qui a attaqué les assassins, mais un animal.
Les années ont passé, et Catherine est devenue un fort et confiant agent de police travaillant aux côtés de sa partenaire Tess, tout aussi talentueuse, et vit en colocation avec Heather, sa sœur. En enquêtant sur un assassinat, Catherine découvre un indice qui la conduit à un beau médecin du nom de Vincent Keller, qui aurait été tué par des tirs ennemis tout en servant en Afghanistan en 2002. Catherine apprend que Vincent est en fait toujours vivant et que c'est lui qui l'a sauvée des nombreuses années auparavant. Vincent a été forcé à vivre en dehors de la société traditionnelle pendant les 10 dernières années pour garder son secret : quand il est furieux, il devient une bête terrifiante, incapable de maîtriser sa force surhumaine et ses sens sur-développés. 
Catherine s'engage à protéger son identité en échange de n'importe quelle précision qu'il pourrait avoir sur l'assassinat de sa mère. Ainsi commence une relation complexe entre Catherine et Vincent, qui sont fortement attirés l'un par l'autre.

## Distribution

### Acteurs principaux
- Kristin Kreuk (VF : Laura Blanc) : Catherine Chandler
- Jay Ryan (VF : Axel Kiener) : Vincent Keller
- Max Brown (VF : Stéphane Pouplard) : Evan Marks
- Nina Lisandrello (en) (VF : Sophie Riffont) : Tess Vargas
- Austin Basis (en) (VF : Taric Mehani): J.T. Forbes
- Brian J. White (VF : Namakan Koné) : Joe Bishop
- Sendhil Ramamurthy (VF : Stéphane Fourreau) : Gabe Lowan[1],[2] (à partir de l'épisode 15)

### Acteurs récurrents
- Nicole Anderson (VF : Adeline Chetail) : Heather Chandler, jeune sœur de Catherine
- Rob Stewart (VF : Laurent Larcher) : M. Chandler, père de Catherine et Heather
- William deVry (en) (VF : Laurent Mantel) : Dr Sorenson

### Invités
- Khaira Ledeyo (VF : Catherine Artigala) : Vanessa Chandler (épisodes 1, 8 et 19)
- Peter Outerbridge (VF : Éric Legrand) : Silverfox (épisodes 1, 3 et 4)
- Kelly Overton (VF : Aurore Bonjour) : Claire Sinclair[3](épisode 5, 11 et 13)
- Haaz Sleiman (VF : Fabien Jacquelin) : l'inspecteur Wolanski (épisode 3)
- Mädchen Amick (VF : Anne Rondeleux) : Lois Whitworth[4] (épisode 4)
- Jeremy Glazer (en) : Dr Michael Walters[3] (épisode 5)
- Rachel Skarsten (VF : Karine Foviau) : Brooke Chandler, belle-mère de Catherine et Heather (épisodes 6 et 9)
- Bridget Regan (VF : Valérie Siclay) : Alex Salter[5](épisodes 10, 11 et 12)
- Brendan Hines (VF : Jean-Pierre Michaël) : David, le psychiatre de Catherine[6] (épisode 11)
- Kearran Giovanni (VF : Marie Zidi) : Miranda Bishop[7] (épisode 14)
- Chris Young (VF : Fabien Jacquelin) : Ray Sheckman (épisodes 14 et 15)
- Ty Olsson (VF : Guillaume Orsat) : Garnett (épisodes 15, 16 et 17)
- Edi Gathegi : Kyle[8] (épisodes 15, 16 et 18)
- Shantel Vansanten : Tyler (épisodes 19, 21 et 22)

## Diffusions
Aux États-Unis et au Canada, la série est diffusée simultanément depuis le 11 octobre 2012 sur The CW et sur Showcase.
La diffusion francophone se déroule ainsi :
- En France, la série est diffusée depuis le 22 décembre 2013 sur W9[9], tous les dimanches à 20h50 ;
- Au Québec, à partir du 10 février 2014 sur Ztélé[10] ;
- La série reste encore inédite dans tous les autres pays francophones.

## Liste des épisodes

### Épisode 1:La Créature de l'ombre
- États-Unis /  Canada : 11 octobre 2012 sur The CW[11] / Showcase
- France : 22 décembre 2013 sur W9[9]
- Québec : 10 février 2014 sur Ztélé[10]

- États-Unis : 2,78 millions de téléspectateurs[12] (première diffusion)
- France : 823 000 téléspectateurs[13] (première diffusion)

- Khaira Ledeyo (Vanessa Chandler)
- Peter Outerbridge (Silverfox)

### Épisode 2:Le Lac des cygnes
Pour les articles homonymes, voir Le Lac des cygnes (homonymie).
- États-Unis /  Canada : 18 octobre 2012 sur The CW / Showcase
- France : 22 décembre 2013 sur W9
- Québec : 17 février 2014 sur Ztélé

- États-Unis : 2 millions de téléspectateurs[14] (première diffusion)
- France : 900 000 téléspectateurs[13] (première diffusion)

### Épisode 3:Les Règles du jeu
- États-Unis /  Canada : 25 octobre 2012 sur The CW / Showcase
- France : 22 décembre 2013 sur W9
- Québec : 24 février 2014 sur Ztélé

- États-Unis : 1,88 million de téléspectateurs[15] (première diffusion)
- France : 830 000 téléspectateurs[13] (première diffusion)

- Peter Outerbridge (Silverfox)

### Épisode 4:En eaux troubles
- États-Unis /  Canada : 1er novembre 2012 sur The CW / Showcase
- France : 22 décembre 2013 sur W9
- Québec : 3 mars 2014 sur Ztélé

- États-Unis : 1,7 million de téléspectateurs[16] (première diffusion)
- France : 631 000 téléspectateurs[13] (première diffusion)

- Alex Carter (Zachary Holt)
- Mädchen Amick (Lois Whitworth)
- Jenn Proske (Clarissa)
- Peter Outerbridge (Silverfox)

### Épisode 5:Le Retour de Saturne
- États-Unis /  Canada : 8 novembre 2012 sur The CW / Showcase
- France : 29 décembre 2013 sur W9
- Québec : 10 mars 2014 sur Ztélé

- États-Unis : 1,84 million de téléspectateurs[17] (première diffusion)

- Annie Murphy (Amy)
- Jeremy Glazer (Dr Michael Walters)
- Kelly Overton (Claire Sinclair)

### Épisode 6:L'Art et la Manière
- États-Unis /  Canada : 15 novembre 2012 sur The CW / Showcase
- France : 29 décembre 2013 sur W9
- Québec : 17 mars 2014 sur Ztélé

- États-Unis : 1,56 million de téléspectateurs[18] (première diffusion)

- Rachel Skarsten (Brooke Chandler)

### Épisode 7:Incontrôlable
- États-Unis /  Canada : 29 novembre 2012 sur The CW / Showcase
- France : 29 décembre 2013 sur W9
- Québec : 24 mars 2014 sur Ztélé

- États-Unis : 1,52 million de téléspectateurs[19] (première diffusion)

### Épisode 8:Les Racines du mal
- États-Unis /  Canada : 6 décembre 2012 sur The CW / Showcase
- France : 5 janvier 2014 sur W9
- Québec : 31 mars 2014 sur Ztélé

- États-Unis : 1,41 million de téléspectateurs[20] (première diffusion)

- Khaira Ledeyo (Vanessa Chandler)
- Max Schneider (Jake Riley, Pop star)
- Bianca Lawson (Soldat Laferty)

### Épisode 9:Demoiselle d'honneur
- États-Unis /  Canada : 13 décembre 2012 sur The CW / Showcase
- France : 5 janvier 2014 sur W9
- Québec : 7 avril 2014 sur Ztélé

- États-Unis : 1,59 million de téléspectateurs[21] (première diffusion)

- Rachel Skarsten (Brooke Chandler)

### Épisode 10:Entre deux feux
- États-Unis /  Canada : 24 janvier 2013 sur The CW / Showcase
- France : 5 janvier 2014 sur W9
- Québec : 14 avril 2014 sur Ztélé

- États-Unis : 1,79 million de téléspectateurs[22] (première diffusion)

### Épisode 11:La Traque
- États-Unis /  Canada : 31 janvier 2013 sur The CW / Showcase
- France : 12 janvier 2014 sur W9
- Québec : 21 avril 2014 sur Ztélé

- États-Unis : 1,72 million de téléspectateurs[23] (première diffusion)

- Brendan Hines (David, le psychiatre)
- Kelly Overton (Claire Sinclair)

### Épisode 12:Le Chalet
- États-Unis /  Canada : 7 février 2013 sur The CW / Showcase
- France : 12 janvier 2014 sur W9
- Québec : 28 avril 2014 sur Ztélé

- États-Unis : 1,48 million de téléspectateurs[24] (première diffusion)

### Épisode 13:Le cœur a ses raisons
- États-Unis /  Canada : 14 février 2013 sur The CW / Showcase
- France : 12 janvier 2014 sur W9
- Québec : 5 mai 2014 sur Ztélé

- États-Unis : 1,4 million de téléspectateurs[25] (première diffusion)

- Christian Keyes (Darius)
- Kelly Overton (Claire Sinclair)

Vincent essaie désespérément de se faire pardonner auprès de Cat après avoir clairement choisi son ex-fiancée Alex. Il profite donc de la Saint-Valentin pour la submerger de fleurs et de chocolats. Il ira même jusqu'à organiser un flash mob sur la chanson de Bruno Mars, Locked Out of Heaven. Ces tentatives de séduction sont cependant récompensées puisque plus tard, il est sur le point d'embrasser Cat, jusqu'à ce que sa sœur arrive dans la pièce et gâche leur intimité.

### Épisode 14:Le Dîner
- États-Unis /  Canada : 21 février 2013 sur The CW / Showcase
- France : 19 janvier 2014 sur W9
- Québec : 12 mai 2014 sur Ztélé

- États-Unis : 1,52 million de téléspectateurs[26] (première diffusion)

- Kearran Giovanni (Miranda Bishop)

Après avoir surpris Vincent et Cat sur le point de s'embrasser, Heather supplie sa sœur d'organiser un dîner pour qu'elle puisse enfin rencontrer le mystérieux jeune homme. D'abord réticent, Vincent finit par accepter. Il s'ensuit une soirée très gênante, pendant laquelle le nouveau petit-ami d'Heather, et frère du patron de la police Joe, Darius tente de se montrer amical vis-à-vis de Vincent, le tout sans grand succès.
Vincent est en effet préoccupé par des photos de Cat et lui, prises pendant le mariage du père de la jeune fille. En essayant de les récupérer dans la chambre d'Heather, Vincent se fait surprendre et il quitte précipitamment la soirée. Heather, furieuse, prévient Tess du comportement suspect du mystérieux petit-ami de Cat et les deux jeunes femmes tentent de raisonner cette dernière. Cat ne peut malheureusement pas leur expliquer la véritable raison du comportement de Vincent sans les mettre en danger et elle demeure impuissante face à la situation. Après une dispute avec sa sœur, Heather s'enfuit avec Darius et passe la soirée avec lui dans la boîte de nuit qu'il possède. Malheureusement, le jeune homme a trempé dans des affaires plutôt louches et il doit beaucoup d'argent à des gens pas très compréhensifs. Alors qu'Heather intervient lorsque Darius se fait frapper, la jeune fille finit assommée. Les hommes de main menacent Darius de le tuer s'il n'exécute pas Heather. En s'interposant entre Darius et Heather, Vincent blesse le jeune homme à mort.

### Épisode 15:Un témoin gênant
- États-Unis /  Canada : 14 mars 2013 sur The CW / Showcase
- France : 19 janvier 2014 sur W9
- Québec : 19 mai 2014 sur Ztélé

- États-Unis : 1,43 million de téléspectateurs[27] (première diffusion)

### Épisode 16:Les Amants maudits
- États-Unis /  Canada : 21 mars 2013 sur The CW / Showcase
- France : 19 janvier 2014 sur W9
- Québec : 26 mai 2014 sur Ztélé

- États-Unis : 1,72 million de téléspectateurs[28] (première diffusion)

### Épisode 17:Haute trahison
- États-Unis /  Canada : 28 mars 2013 sur The CW / Showcase
- France : 26 janvier 2014 sur W9
- Québec : 2 juin 2014 sur Ztélé

- États-Unis : 1,5 million de téléspectateurs[29] (première diffusion)

### Épisode 18:La Valse des adieux
- États-Unis /  Canada : 18 avril 2013 sur The CW / Showcase
- France : 26 janvier 2014 sur W9
- Québec : 9 juin 2014 sur Ztélé

- États-Unis : 1,59 million de téléspectateurs[30] (première diffusion)

### Épisode 19:Le Verger
- États-Unis /  Canada : 25 avril 2013 sur The CW / Showcase
- France : 26 janvier 2014 sur W9
- Québec : 16 juin 2014 sur Ztélé

- États-Unis : 1,24 million de téléspectateurs[31] (première diffusion)

### Épisode 20:Commémoration
- États-Unis /  Canada : 2 mai 2013 sur The CW / Showcase
- France : 2 février 2014 sur W9
- Québec : 23 juin 2014 sur Ztélé

- États-Unis : 1,23 million de téléspectateurs[32] (première diffusion)

### Épisode 21:Faux Espoirs
- États-Unis /  Canada : 9 mai 2013 sur The CW / Showcase
- France : 2 février 2014 sur W9
- Québec : 30 juin 2014 sur Ztélé

- États-Unis : 1,29 million de téléspectateurs[33] (première diffusion)

### Épisode 22:Dans la gueule du loup
- États-Unis /  Canada : 16 mai 2013 sur The CW[34] / Showcase
- France : 2 février 2014 sur W9
- Québec : 7 juillet 2014 sur Ztélé

- États-Unis : 1,26 million de téléspectateurs[35] (première diffusion)